# 全球現場
《全球現場》（英語：PTS World News）是台灣公共電視的國際新聞節目，是現今台灣少數全面播放國際新聞的資訊節目，於台北時間每週六及週日19時30分播出。其前身為《七點看世界》，2002年中旬變更為今名稱，2008年2月28日停播，2011年6月18日復播。

## 節目歷史
2001年4月9日，原本在每天22時整播出的公視新聞節目《大世紀》分拆成兩個節目：東吳大學政治學系教授劉必榮擔任主播兼任解析的國際新聞節目《七點看世界》（每星期一至五19時整播出）及葉明蘭主播的深度報導節目《公視新聞深度報導》（每星期一至五21時30分播出）。
2002年7月1日，公視新聞改版，《七點看世界》分拆成兩個國際新聞節目：《全球現場》開播，英文名稱定為「World News Tonight」，播出時間為每星期一至五19時30分至20時整，以國際政經新聞及解析為主，劉必榮擔任主播兼任解析；《寰宇新鮮報》開播，播出時間為每星期一至五19時整至19時30分，以軟性國際新聞為主，張玉菁擔任主播。
2003年2月17日，東吳大學政治學系教授羅致政接任《全球現場》主播兼任解析。2004年5月，國立台灣大學政治學系教授楊永明接任《全球現場》主播兼任解析。2005年，公視新聞部國際新聞中心主任兼製作人余佳璋接任《全球現場》主播兼任解析。2006年8月7日，公視新聞改版，《寰宇新鮮報》停播，《全球現場》置放於19時整的新聞黃金時段播出。2008年2月28日，《全球現場》停播。
2011年6月18日，《全球現場》復播，首播時間定為每週六至週日20時30分至21時整，每週六定名為《全球現場－深度週報》，每週日定名為《全球現場－漫遊天下》，皆由余佳璋擔任主播兼任解析，播報方式從坐式播報改為站立播報，不插播廣告；《公視晚間新聞》每週六至週日首播時間同時改為20時整至20時30分。《全球現場－深度週報》以國際政經新聞及解析為主，《全球現場－漫遊天下》以軟性國際新聞為主。此時《全球現場》英文名稱仍為「World News Tonight」，但攝影棚內虛擬佈景所使用之《全球現場》英文名稱為「PTS World News Tonight」以與World News Tonight區別。
2012年3月11日20時30分至22時整，公視播出公視新聞部製作、陳信聰主持的311大地震一週年特別節目《告別世紀之痛311》，《全球現場－漫遊天下》停播一次。
2014年1月4日，《全球現場》全面更新片頭動畫、新聞鏡面及攝影棚佈景。
2015年1月10日，《全球現場》高畫質版本於公視HD頻道播出（播出集數和公視同步）。
2016年1月2日，公視HD頻道《全球現場》播出時間改為每週六至週日19時30分。
2016年3月12日，《全球現場》更新片頭動畫、新聞鏡面和新聞開場音樂，並將英文名稱改為「PTS World News」。
2016年7月1日，公視HD頻道已改為公視3台，《全球現場》播出時間改為每週六至週日21時30分。
2017年7月8日，《全球現場》更換攝影棚佈景，且片頭音樂稍有改變。
2021年1月9日，《全球現場》更新片頭動畫、新聞鏡面，代表顏色為深藍色。
2022年9月17日，《全球現場》更新新聞鏡面顏色為紅色。

## 節目單元
2002年（日期不詳）─2008年2月28日
- 「財經風向球」：國際財經新聞及產經數據分析。
- 「全球掃瞄」：較為次要性的國際政局報導。
- 「台灣看世界」：全球主要報紙的頭條標題（日本《讀賣新聞》、香港《南華早報》、沙烏地阿拉伯《阿拉伯新聞報》、法國《世界報》、英國《泰晤士報》、《金融時報》、美國《紐約時報》、阿根廷《布宜諾斯艾利斯論壇報》、南非《星報》）
- 「世界看台灣」：提供世界各媒體發布有關台灣的新聞標題。
- 「海外旅遊安全情報」：每週五播出，提供中華民國外交部發布的國外旅遊警示。

2011年6月18日─-
- 無固定單元。

## 節目開場
- 節目開場白：「全球新聞，現場目擊；歡迎收看《全球現場》。」
- 第一代開場：節目開播之初的開場為橘色為底，首先出現轉動的地球，接著周圍的圓環開始浮現出現新聞螢幕畫面，地球射向上方；隨後是兩次的新聞畫面交叉，包括美國總統小布希、聯合國總部大樓畫面及戰爭場景；轉動地球再次出現在第二次的畫面交叉，後面出現點狀世界地圖，在螢幕全面轉動之後顯示一張回教清真寺的畫面；最後進入節目標題，當時的主播檯場景亦以橘色底為主。
- 第二代開場：東吳大學政治系羅致政副教授主持此節目後中期，開場改變，以淺藍色為基底，有許多數碼以波動型是射入地球然後進入節目標題。主播台場景亦以淺藍色為基底，檯下標示「WORLD NEWS」。
- 第三代開場：國立台灣大學政治系楊永明教授主持節目後，開場改變回第一代，但是底色則維持淺藍色，主播檯場景不變。而余佳璋播報此節目後，主播檯下面有龐大的「WORLD」字樣，隨後旁邊亦追加字體樣式較小的「NEWS」。
- 第四代開場：2006年7月1日台灣公廣集團成立後，在開場裡面增加了「TBS」的大型透明框底字樣（即台灣公廣集團標誌）。主播檯場景亦改為淺褐色木製為主，主播右邊身後亦有淺藍色為底的場景。
- 第五代開場：2011年6月18日復播後，開場以第四代開場為基礎稍作變化：⑴拿掉「TBS」的大型透明框底字樣，新聞畫面交叉內容有小幅改動如小布希畫面改為現任美國總統歐巴馬、另加入剑桥公爵威廉王子与凯特·米德尔顿的婚礼畫面；⑵每週六播出的《全球現場－深度週報》以淺藍色為基底，節目標題為「全球現場」四個大字下加註「深度週報」四個小字；⑶每週日播出的《全球現場－漫遊天下》以淺紫色為基底，節目標題為「全球現場」四個大字下加註「漫遊天下」四個小字。
- 第六代開場：2014年1月4日，開場改變，一樣以地球形狀為主，但改成線條圖案組成，[深度週報]以紅色為主，[漫遊天下]以綠色為主。
- 第七代開場：2016年3月12日，片頭動畫、新聞鏡面和新聞開場音樂與公視早安、中晝、暗時、晚間新聞相同(開場畫面統一)。
- 第八代開場：2021年1月9日，新聞開場音樂與公視早安、中晝、暗時、晚間新聞相同，片頭動畫和新聞鏡面顏色為深藍色（2022年9月17日起鏡面顏色改為紅色）。

## 播出時間
| 頻道     | 所在地 | 播映日期                              | 播出時間                 |
| -------- | ------ | ------------------------------------- | ------------------------ |
| 公視主頻 | 臺灣   | 2002年7月1日—2004年（日期不詳）       | 每星期一至五19:30～19:55 |
| 公視主頻 | 臺灣   | 2004年（日期不詳）—2006年（日期不詳） | 每星期一至五21:00～21:45 |
| 公視主頻 | 臺灣   | 2006年8月7日—2007年8月3日             | 每星期一至五19:00～19:55 |
| 公視主頻 | 臺灣   | 2007年8月6日—2008年2月28日            | 每星期一至五19:00～19:25 |
| 公視主頻 | 臺灣   | 2011年6月18日至今                     | 每星期六至日19:30～20:00 |

## 歷任主播
| 播出日期                         | 主播                                     | 簡介                               |
| -------------------------------- | ---------------------------------------- | ---------------------------------- |
| 2002年7月1日—2003年2月           | 劉必榮                                   | 東吳大學政治系教授，兼任解析員     |
| 2003年2月—2004年5月              | 羅致政                                   | 東吳大學政治系教授，兼任解析員     |
| 2004年5月—2005年（日期不詳）     | 楊永明                                   | 國立台灣大學政治系教授，兼任解析員 |
| 2005年（日期不詳）─2008年2月28日 |                                          |                                    |
| 2002年（日期不詳）─2008年2月28日 | 代班主播：葉明蘭、洪蕙竹、張玉菁、陳廷宇 |                                    |
| 2011年6月18日─？                 | 余佳璋（兼任製作人）、李曉儒（代班）           |                                    |
| ？─至今                          | 李曉儒                                   |                                    |

## 同類型節目
- 《TVBS文茜的世界周報》（TVBS國際新聞節目）
- 《華視最國際》、《國際線出發》、《World News 9陳雅琳世界晚報》（華視新聞資訊台國際新聞節目）
- 《李四端的雲端世界》（東森新聞台國際新聞節目）
- 《Focus全球新聞》（TVBS國際新聞節目）
- 《寰宇全球新聞》（寰宇新聞台國際新聞節目）
- 《寰宇全視界》（寰宇新聞台國際新聞節目）

## 外部連結
- 公視新聞網（页面存档备份，存于）
- 公視新聞議題中心－全球現場
- 全球現場的Facebook專頁

| 臺灣公共電視台 每星期一至五19:30～19:55 | 臺灣公共電視台 每星期一至五19:30～19:55      | 臺灣公共電視台 每星期一至五19:30～19:55 |
| --------------------------------------- | -------------------------------------------- | --------------------------------------- |
|                                         | 全球現場 （2002年7月1日─2004年（日期不詳）） |                                         |
| —                                       | —                                            |                                         |

| 臺灣公共電視台 每星期一至五21:00～21:45 | 臺灣公共電視台 每星期一至五21:00～21:45            | 臺灣公共電視台 每星期一至五21:00～21:45 |
| --------------------------------------- | -------------------------------------------------- | --------------------------------------- |
|                                         | 全球現場 （2004年（日期不詳）─2006年（日期不詳）） |                                         |
| —                                       | —                                                  |                                         |

| 臺灣公共電視台 每星期一至五19:00～19:55 | 臺灣公共電視台 每星期一至五19:00～19:55 | 臺灣公共電視台 每星期一至五19:00～19:55 |
| --------------------------------------- | --------------------------------------- | --------------------------------------- |
|                                         | 全球現場 （2006年8月7日─2007年8月3日）  |                                         |
| —                                       | —                                       |                                         |

| 臺灣公共電視台 星期一至五19:00～19:25 | 臺灣公共電視台 星期一至五19:00～19:25   | 臺灣公共電視台 星期一至五19:00～19:25 |
| ------------------------------------- | --------------------------------------- | ------------------------------------- |
|                                       | 全球現場 （2007年8月6日─2008年2月28日） |                                       |
| —                                     | 有話好說 （2008年3月3日─）              |                                       |

| 臺灣公共電視台 星期六至日19:30～20:00 | 臺灣公共電視台 星期六至日19:30～20:00 | 臺灣公共電視台 星期六至日19:30～20:00 |
| ------------------------------------- | ------------------------------------- | ------------------------------------- |
|                                       | 全球現場 （2011年6月18日─至今）       |                                       |
| 公視晚間新聞                          | —                                     |                                       |

—